# بسل (دهانه)
بسل یک دهانه برخوردی در ماه‌ است.

## دهانه‌های اقماری
این دهانه ۴ دهانه اقماری دارد.
| Bessel | عرض جغرافیایی | طول جغرافیایی | قطر         |
| ------ | ------------- | ------------- | ----------- |
| H      | ۲۵.۷° N       | ۲۰.۰° E       | ۴.۰ کیلومتر |
| D      | ۲۷.۳° N       | ۱۹.۹° E       | ۵.۰ کیلومتر |
| G      | ۲۱.۱° N       | ۱۴.۷° E       | ۱.۰ کیلومتر |
| F      | ۲۱.۲° N       | ۱۳.۸° E       | ۱.۰ کیلومتر |